# Безымянное (Саратовская область)
Безымянное — село в Энгельсском муниципальном районе Саратовской области, административный центр Безымянского муниципального образования.

## География
Расположено село в 27 км от районного центра — города Энгельса на трассе Р236, в степной местности.

## История
Территория, на которой возникло селение Безымянное на рубеже XIX-XX вв. административно входила в состав Новоузенского уезда Самарской губернии и представляло собой казенные земли, используемые под долгосрочную аренду состоятельными украинскими крестьянами и немецкими колонистами. В первое десятилетие XX в. эта территория попала под резолюцию широкомасштабной правительственной программы по созданию в Самарском Заволжье мелких отрубных и хуторных хозяйств. В результате, же к началу Первой мировой войны в границах современного селения Безымянное возникло три небольших немецких хутора - Schulz (Шульц), Spingler (Шпинглер) и Steinhauer (Штайнхауэр). Они были крайне малочисленны и располагались вплотную друг к другу.
Огромное влияние на их развитие оказывала проходившая в непосредственной близости Покровско-Уральская железная дорога, впоследствии и определившая их экономическую ориентацию..
Построенной в 1894 году железнодорожной станции на Покровско-Уральской линии Рязано-Уральской железной дороги было дано название Безымянная по наименованию находившегося поблизости хутора Безымянная лощина (хутор Гнездилов). Впоследствии станция приросла селом, которое получило название Безымянное (по переписи 1897 года число дворов — 3, число жителей — 24, по земскому учёту 1910 года число дворов — 3, число жителей — 27, по переписи 1926 года число домохозяйств — 31, число жителей — 67).
В 1927 — 1928 годах был построен элеватор т. н. «канадского типа» (был разобран в 2000 году).
В 1960-х , 1980-х и 2000-х годах Безымянский элеватор достраивался.
В 1930 году было создано советское хозяйство (совхоз) № 121 «Безымянский» I-ой (Приволжской) зоны Немецкого (республиканского) союза трестов скотоводческих советских хозяйств (Немсоюзскотоводтрест), в составе которого была организована опытная зональная животноводческая станция имени Ф.Энгельса. Летом 1932 года совхоз № 121 «Безымянский» был разделён на совхоз № 103 имени Ф.Энгельса (с тремя фермами опытной зональной животноводческой станции имени Ф.Энгельса) и совхоз № 104 имени К.Маркса.
27 мая 1934 года из совхоза № 103 имени Ф.Энгельса была выделена опытная зональная животноводческая станция имени Ф.Энгельса у станции Безымянная,а совхоз №103 перенесли (в 10 км к югу от станции Безымянная)..
В 1934 году введена в эксплуатацию Безымянская ремонтная мастерская, в которой в ходе подготовки к Сталинградской битве и в её ходе, с августа 1942 года по март 1943 года, находились подвижные авиационно-ремонтные мастерские (ПАРМ, войсковая часть 21951) 8-й воздушной армии. 10 декабря 1942 года бомбардировщик 10 гвардейского авиаполка 270 авиадивизии потерпел аварию не дотянув до аэродрома вблизи села. Командир звена капитан Ковязин Михаил Андреевич и Рустамов Михаил Алексеевич погибли. Похоронены на Безымянском кладбище.
В 1935—1941 годах село являлось центром Лизандёргейского кантона АССР немцев Поволжья, в 1941—1959 годах — центром Безымянского района Саратовской области.
В 1937 году было построено здание Безымянской начальной школы (с 1944 года — средняя школа, c 2009 года - основная) с численностью учеников до 600—650 человек, приезжие учащиеся жили в двух интернатах. Во время Великой Отечественной войны в здании школы был развёрнут госпиталь. 
 После упразднения в 1959 году Безымянского района здание бывшего Безымянского районного комитета КПСС было передано Безымянской средней школе.
В 1971 году вступил в строй Безымянский ветсанутильзавод (в настоящее время — промышленное подразделение саратовского ООО «Биозона»)
В 2000 - 2004 годах был построен первый в истории села православный храм, освящен в честь иконы Божией Матери «Умиление» 4 января 2005 года архиерейским чином.
4 сентября 2011 года был освящен поклонный крест на въезде в село.

## Административно-территориальная принадлежность
- до 1919 года в Покровской волости Новоузенского уезда Самарской губернии[18].
- до 21 июля 1920 года в Покровской волости Новоузенского уезда Саратовской губернии.[19]
- до 22 июня 1922 года — в Покровском уезде Саратовской губернии («земля города Покровска»)[20].
- до лета 1932 года — в Покровском кантоне АССР немцев Поволжья[21].
- до 14 января 1935 года — в Мариентальском кантоне АССР немцев Поволжья.
- до 7 сентября 1941 года - в Лизандёргейском кантоне АССР немцев Поволжья[22].
- до 5 мая 1942 года - в Лизандёргейском районе Саратовской области.
- до 10 июня 1959 года в Безымянском районе Саратовской области.
- до 1 февраля 1963 года - в Терновском районе Саратовской области.
- до 5 декабря 1996 года - в Энгельсском районе Саратовской области.
- до 11 июня 2005 года - в Безымянском округе объединённого муниципального образования Энгельсского района Саратовской области.
- с 11 июня 2005 года - административный центр Безымянского муниципального образования в составе Энгельсского муниципального района Саратовской области.

## Население
| 1939 | 2002  | 2007  | 2010  | 2019  |
| ---- | ----- | ----- | ----- | ----- |
| 1564 | ↘1470 | ↗1493 | ↘1491 | ↘1456 |

## Учреждения и предприятия
- Железнодорожная станция Безымянная Анисовской дистанции пути Саратовского отделения Приволжской железной дороги — филиала ОАО «Российские железные дороги»
- ООО «Безымянский элеватор»
- Безымянская участковая больница муниципального учреждения здравоохранения «Энгельсская районная больница».[26]
- Муниципальное бюджетное общеобразовательное учреждение «Основная общеобразовательная школа с. Безымянное»[27]
- Безымянское дорожно-ремонтное предприятие
- Безымянское предприятие электрических сетей
- Производственное подразделение (ветсанутильзавод) ООО «Биозона» (производство мясокостной и рыбной муки)
- Отделение почтовой связи 413143[28] Управления Федеральной почтовой связи по Саратовской области — филиала ФГУП «Почта России».
- Операционная касса №130/076[29] Энгельсского отделения №130 - филиала Сбербанка России.

## Улицы
В селе 23 улицы:
| - ул. Вокзальная - ул. Заводская - ул. Западная - ул. Казарма 39 км - ул. Колхозная - ул. Коммунальная - ул. Коммунистическая - ул. Комсомольская | - ул. Красная - ул. Красная Звезда - ул. Куйбышева - ул. Лесопильная - ул. Первомайская - ул. Песчаная - ул. Рабочая - Рабочий переулок | - ул. Саратовская - ул. Свердлова - ул. Советская - ул. Степная - ул. Чкалова - ул. Школьная - ул. Элеваторная |

## Фотогалерея

Храм в честь иконы Божией Матери «Умиление»
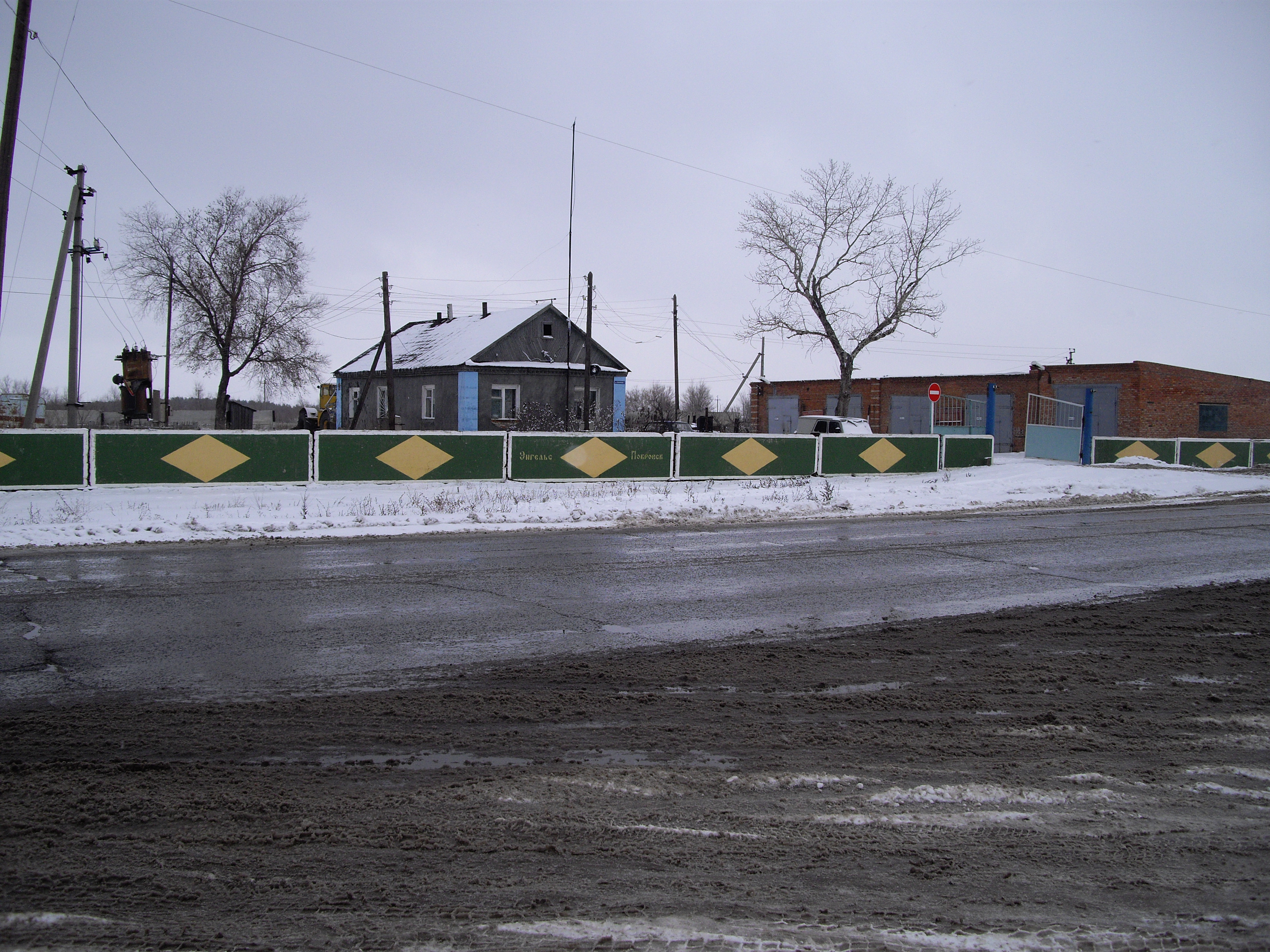
Безымянское ДРП обслуживает трассу Р236
Безымянский элеватор
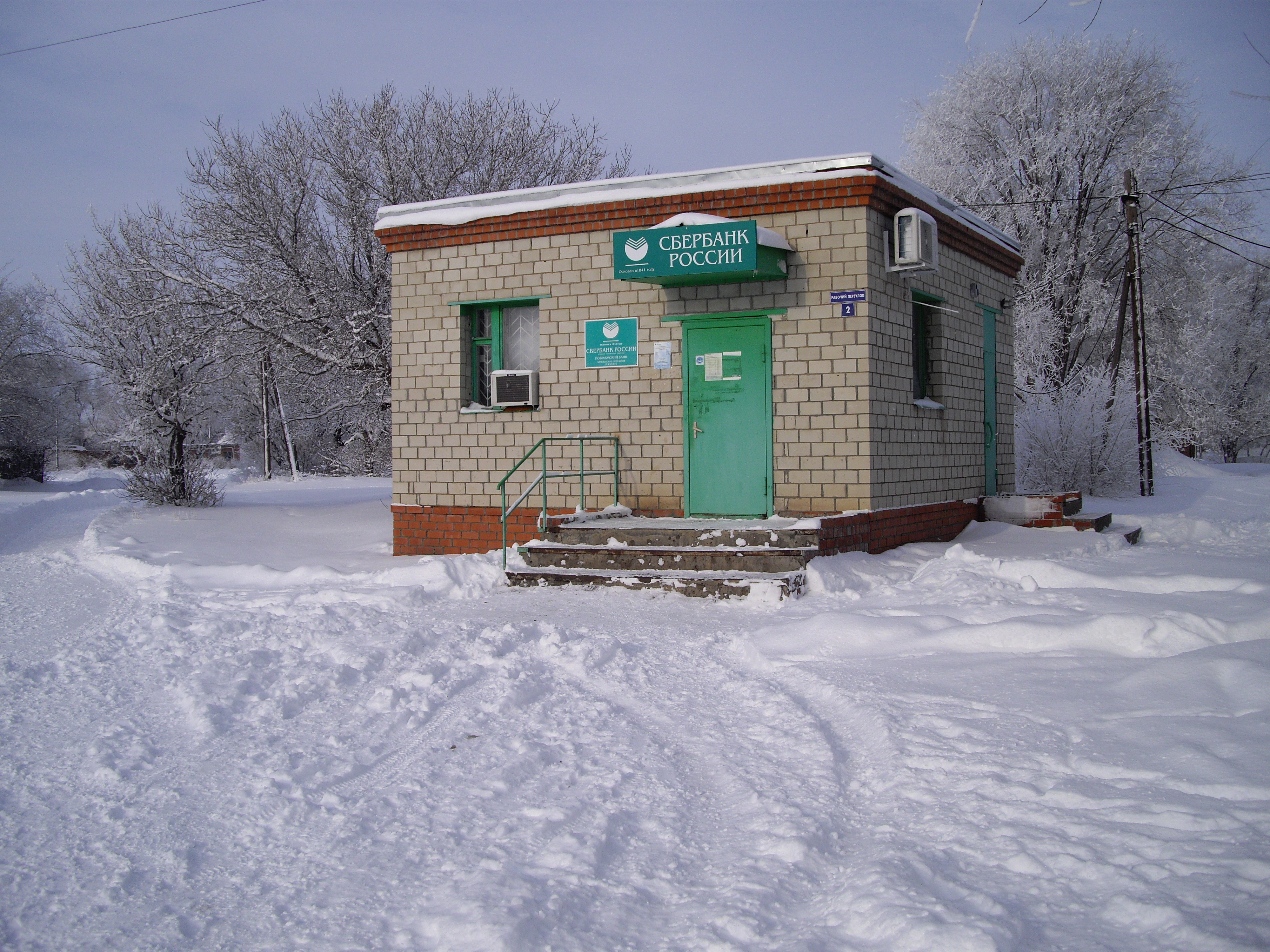
Операционная касса №130/076 Сбербанка России